# Wybory parlamentarne w Irlandii w 1918 roku

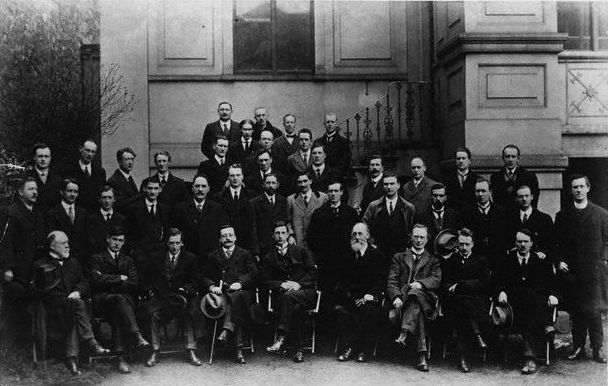
First Dáil

Wybory parlamentarne w Irlandii w 1918 roku – była to część wyborów powszechnych Zjednoczonego Królestwa, które miały miejsce w Irlandii. Wybory odbyły się 14 grudnia 1918 roku, w czasie których wybierano 105 członków parlamentu w 103 okręgach wyborczych na terenie całej wyspy.
Wybory te są postrzegane jako kluczowy moment w nowoczesnej historii Irlandii. Nacjonalistyczna Irlandzka Partia Parlamentarna (ang. Irish Parliamentary Party), która dominowała w irlandzkiej polityce od 1880, w wyborach tych odniosła zdecydowaną porażkę, zaś zwycięstwo przypadło radykalnej partii Sinn Féin, która nigdy wcześniej nie cieszyła się znaczącymi sukcesami wyborczymi. Tym samym Sinn Féin zdobyła poparcie 46,9% społeczeństwa w prawie całej Irlandii, wprowadzając do parlamentu 73 Teachta Dála. Wyjątkiem był Ulster, gdzie zwycięstwo przypadło Partii Unionistycznej (ang. Irish Unionist Alliance), która była drugą zwycięską partią pod względem liczby oddanych głosów i zajęła 22 miejsca w parlamencie.
Po wyborach, w styczniu 1919, wybrani członkowie Sinn Féin odmówili udziału w dotychczasowych zgromadzeniach w parlamencie w Westminsterze (Parliament of the United Kingdom) i utworzyli w Dublinie własny rewolucyjny parlament Dáil Éireann (tłum. "Zgromadzenie Irlandii") – określany nazwą First Dáil (tłum. Pierwsze Zgromadzenie). Pierwsze zgromadzenie jednak odbyło się tylko przy udziale członków partii Sinn Féin i to tylko połowy z nich, ze względu na fakt, iż część parlamentarzystów nadal przebywała w więzieniach po powstaniu wielkanocnym. Jednak pomimo tak słabej reprezentacji, Dail utworzył rząd w nowej Republice Irlandzkiej.
Stanowisko szefa rządu nazwano prezydentem Dáil Éireann (ang. President of Dáil Éireann). Pierwszym szefem został wybrany minister obrony Cathal Brugha.
Pod rządami tego parlamentu, który rozpoczął międzynarodowe starania o uznanie i o pomoc w budowie nowego państwa jakim była Republika Irlandzka, została przeprowadzona również irlandzka wojna o niepodległość.

## Wyniki wyborów
| Wybory parlamentarne 1918          | Wybory parlamentarne 1918 | Wybory parlamentarne 1918 | Wybory parlamentarne 1918 | Wybory parlamentarne 1918 |
| Partia                             | Lider                     | Głosy                     | Głosy                     | Liczba miejsc             |
| Partia                             | Lider                     | Ilość                     | %                         | Liczba miejsc             |
| ---------------------------------- | ------------------------- | ------------------------- | ------------------------- | ------------------------- |
| Sinn Féin                          | Éamon de Valera           | 476 087                   | 46,88                     | 73                        |
| Ulsterska Partia Unionistyczna     | Edward Carson             | 257 314                   | 25,34                     | 22                        |
| Irlandzka Partia Parlamentarna     | John Dillon               | 220 837                   | 21,75                     | 6                         |
| Ulster Unionist Labour Association |                           | 30 304                    | 2,98                      | 3                         |
| Belfast Labour Party               |                           | 12 164                    | 1,2                       | —                         |
| Niezależni unioniści               | Niezależni unioniści      | 9531                      | 0,94                      | 1                         |
| Niezależni nacjonaliści            | Niezależni nacjonaliści   | 8183                      | 0,81                      | —                         |
| Niezależni laburzyści              | Niezależni laburzyści     | 659                       | 0,06                      | —                         |
| Niezależni                         | Niezależni                | 436                       | 0,04                      | —                         |
| Razem                              | Razem                     | 1 015 515                 | 100                       | 105                       |